# Griechische Eishockeyliga 2011
Die Saison 2011 war die zehnte Spielzeit der griechischen Eishockeyliga, der höchsten griechischen Eishockeyspielklasse. Meister wurde zum insgesamt vierten Mal in der Vereinsgeschichte Aris Saloniki.